# 22-га авіапольова дивізія (Третій Рейх)
22-га авіапольова дивізія (Третій Рейх) (нім. Luftwaffen Feld Division 22) — піхотна дивізія Вермахту зі складу військово-повітряних сил, що діяла як звичайна піхота за часів Другої світової війни.

## Історія
22-га авіапольова дивізія почала формування у грудні 1942 року на основі авіапольової дивізії «Майндль» силами групи армій «Північ». Однак формування було майже відразу припинено, оскільки створені частини були передані до складу 21-ї авіапольової дивізії Люфтваффе.

## Райони бойових дій
- Східний фронт (північний напрямок) (грудень 1942 — січень 1943).

## Командування

### Командири
- генерал-майор Роберт Фукс (нім. Robert Fuchs) (грудень 1942 — січень 1943).

### Склад
| 1943                               |
| ---------------------------------- |
| 43-й єгерський полк Люфтваффе      |
| 44-й єгерський полк Люфтваффе      |
| 22-й велосипедний загін            |
| 22-й артилерійський полк Люфтваффе |
| 22-й протитанковий дивізіон        |
| 22-й інженерний батальйон          |
| розвідувальна рота                 |
| рота зв'язку                       |
| дивізійне управління постачання    |